# 馬西斯 (密蘇里州)
馬西斯（英語：Mathis）是位於美國密蘇里州達拉斯縣的非建制地區。

## 歷史
馬西斯的郵局於1903年設立，其後於1905年停運。

## 地理
馬西斯所處的海拔為高於海平面309米（即1014英呎），而該地所採用的時區為UTC-6，即北美中部時區（CST）。同時該地設有夏令時間，為UTC-6調快一小時，即UTC-5（CDT）。